# Millettia discolor
Millettia discolor är en ärtväxtart som beskrevs av De Wild. Millettia discolor ingår i släktet Millettia och familjen ärtväxter. Inga underarter finns listade i Catalogue of Life.